# إدبار (كونييتش)
إدبار (بالإنجليزية: Idbar)‏ بالكيريلية (Идбар) هي قرية في بلدية كونييتش التابعة للبوسنة والهرسك.